# Estratus
Un estratus, estrat o stratus (del llatí «estès, eixamplat») és un tipus de núvols baixos que formen un mantell nuvolós estès i força uniforme, de color gris, que pot ocupar tot el cel. Estan situats a poca altura del sòl, però mai en contacte, perquè aleshores es tracta d'una boira.
Sovint s'originen en estratocúmuls quan la seva superfície inferior baixa en altura, perden el relleu i deixen d'estar fragmentats per formar un tot uniforme. També es poden originar en boires enlairades quan avança el dia i la radiació solar aconsegueix fer augmentar la temperatura i disminuir la humitat relativa. Els formen capes horitzontals amb una base uniforme, en oposició als núvols «convectius», que són tan alts com amples (els cúmulus).
El terme estratus (abreujat St) s'usa, concretament, per descriure núvols aplanats, sense formes, de baixa altitud (per de sota dels 2,4 km) i que van del color gris fosc fins al gris perla. Aquests núvols són, essencialment, boira que està per damunt del nivell 0, formats tant per les boires ascendents o per quan l'aire fred es mou a baixes altituds damunt d'una regió. Aquests núvols no solen crear precipitacions, transformant-se, si estan prou baixos, en boirina, boira, o en plugim.
Les formacions d'estratus venen acompanyades de precipitacions amb els nimbostratus. Aquestes formacions a les altituds d'estratus inclouen els altostratus i els cirrostratus.